# Atenska demokracija
Atenska demokracija je prva oblika demokratične družbe v zahodnem svetu. Je naziv za politično ureditev, ki se je razvila v starogrškem polisu Atene in njeni neposredni okolici (Atiki) okoli leta 500. pr. n. št. Zanjo se zelo pogosto navaja, da predstavlja prvo demokratično obliko vladavine zapisane v zgodovini. Tudi ostali starogrški polisi so vzpostavljali demokracijo, a ni bila nobena tako dolgotrajna, stabilna ali vplivna oziroma o nobeni drugi ni toliko zanesljivih virov.
Značilnost atenske demokracije je bila njena neposrednost, v njej so, v večji ali manjši meri, sodelovali vsi državljani brez posrednikov, vključno v zakonodajni in izvršni ter sodni oblasti. Zaradi tega je bilo javno mnenje pomemben element politike, nanj pa so imeli močan vpliv satirični pesniki in dramatiki.
Demokracija je bila prekinjena dvakrat, v peloponeški vojni, obnovil jo je arhont Evklid. Demokracijo so leta 322. pr. n. št. ukinili makedonski osvajalci, in jo kasneje spet obnovili, čeprav so njene razmere glede na način iz 5. st. pr. n. št. predmet razprav med zgodovinarji.

## Kronologija

### Ozadje
Drakon (arhont) - 621. pr. n. št.: »Tudi najmanjši prekršek zasluži smrt, a za večjega ne obstoja večja kazen« (drakonske kazni)

### Začetne reforme
- Solon (arhont) - 594. pr. n. št., uvede delitev na razrede.
- Pejzistrat - izgnani politik, 546. pr. n. št. se je izkrcal v Atiki z vojsko plačancev in se proglasil za tirana v Atenah. Pejzistratidi so Atenam vladali 36 let.
- Klejsten - 508. pr. n. št. uvede demokratično ureditev in jo razdeli po demah (upravnih enotah po teritorialnem principu)

### Pravila
Po več uporih, okoli leta 594. pr. n. št., je arhont Solon prvi, ki je povezal navadne ljudi (demos) z aristokracijo. Prvi njegov korak je bil ukinitev dolžniškega suženjstva. Arhont Klejsten je ukinil neenakost atenskih državljanov na osnovi imetja. Po Solonu in Klejstenu je lahko k vodenju oblasti pristopil vsak, ki je izpolnjeval naslednje pogoje:
- bil je moški
- starejši od 30 let
- svobodnjak (ne suženj)
- najmanj druga generacija Atenca po očetu

### Periklejeve refome
Vladar Periklej je nekoliko spremenil pogoje:
- moški
- starejši od 18 let
- svobodnjak (ne suženj)
- najmanj druga čista generacija Atenca

### Oblast
- Arhonti - izvršna oblast v Atenah, izvajajo sklepe areopaga in bule.
- Areopag je bila zakonodajna oblast v Atenah, aristokratski svet oziroma atensko vrhovno sodišče. Sestajal se je na Aresovem hribu na Atenski akropoli.
- Bule je bila zakonodajna oblast, v začetki svet plemičev, ki je štel 400 članov. Iz vsakega plemena je bilo 100 članov (Geleonti, Egikoreji, Arkadi in Hopleti). Kasneje je postal svet meščanov. izbirali so jih z žrebom za eno leto.
- Eklezija je bila narodna skupščina. Prvotno ni imela velikih pooblastil, sprejemala ali zavračala je sklepe zakonodajalcev (bila je pod nadzorom aeropaga). Bila je odprta za vse državljane in je bila zakonodajalec in vrhovno sodišče, razen v primerih umorov in verskih zadev, ki so postale edine preostale funkcije areopaga.